# Frank P. Briggs
Frank P. Briggs (Armstrong, 1894. február 25. – Macon, 1992. szeptember 23.) az Amerikai Egyesült Államok szenátora (Missouri, 1945–1947).